# Příjem z mezního produktu
Příjem z mezního produktu (anglicky Marginal revenue product, zkr. MRP) je součin mezního příjmu a mezního produktu. Jedná se o dodatečný příjem, který by firma získala při nákupu dodatečné jednotky vstupu, zapojila ji do výroby a dodatečně vyrobený produkt prodala.